# Великий Видем
Великий Видем (словен. Veliki Videm) — поселення в общині Требнє, регіон Південно-Східна Словенія, Словенія.